# Џебел
Џебел (буг. Джебел) град је у Републици Бугарској, у јужном делу земље, седиште истоимене општине Џебел у оквиру Крџалијске области.

## Географија
Положај: Џебел се налази у јужном делу Бугарске. Од престонице Софије град је удаљен 285 kmјугоисточно, а од обласног средишта, Крџалија град је удаљен 20 km јужно.
Рељеф: Област Џебела се налази у области средишњег дела планинског ланца Родопа. Град се сместио у долини речице Дегрмен, на приближно 340 метара надморске висине.
Клима: Клима у Џебелу је континентална.
Воде: Поред Џебела протиче речица Дегрмен горњим делом свог тока.

## Историја
Област Џебела је првобитно било насељено Трачанима, а после њих овом облашћу владају стари Рим и Византија. Јужни Словени ово подручје насељавају у 7. веку. Од 9. века до 1373. године област је била у саставу средњовековне Бугарске.
Крајем 14. века област Џебела је пала под власт Османлија, који владају облашћу 5 векова. У то време претежно становништво постају Турци.
1912. године град је постао део савремене бугарске државе. Насеље постоје убрзо средиште окупљања за села у околини, са више јавних установа и трговиштем.

## Становништво
По проценама из 2010. године Џебел је имао око 3.100 становника. Огромна већина градског становништва су етнички Турци. Остатак су махом Бугари и Роми. Последњих 20-ак година град је губио становништво због удаљености од главних токова развоја у земљи и исељавања Турака у матицу.
Претежан вероисповест месног становништва је ислам, а мањинска православље.